# ムラダー・ボレスラフ
ムラダー・ボレスラフ （チェコ語：Mladá Boleslav [ˈmladaː ˈbolɛslaf]、ドイツ語：Jungbunzlau、ヘブライ語及びラテン語：Bumsla）は、チェコ・中央ボヘミア州の都市。イゼラ川の左岸に位置し、プラハの北東50キロ地点にある。ドイツ語での読みはユングブンスラウ。

## 歴史
10世紀半ば、ボヘミア公ボレスラフ2世の王城として町が建設された。プラハ近くにボレスラフで知られる城が既にあったため、新しい城は古いボレスラフ城と区別するためにムラダー（若い、という意味）と名付けられた。15世紀には古いボレスラフ城はスタラー・ボレスラフ（Stará Boleslav、古いボレスラフ）として知られていた。町は1334年と1436年に一部都市特権が認められ、プラハから北部ボヘミア、ルサティア、ブランデンブルクへと向かう道路上の要所となっていった。16世紀、町はフス派の流れをくむブレスレン連合教会の中心地となった。17世紀に再度カトリック化されたあと、町の人口が減少した。
17世紀と18世紀、ムラダー・ボレスラフは重要なユダヤ人中心地だった。この時代、町の人口のおよそ半数がユダヤ人だった。19世紀になると（ユダヤ人共同体の減少した時期である）、ムラダー・ボレスラフは『イゼラ川のエルサレム』というあだ名をつけられた。1634年、ヤーコプ・バシェヴィ・フォン・トラウエンベルクがハプスブルク朝初の最初のユダヤ人貴族となった。彼はムラダー・ボレスラフのユダヤ人墓地に葬られている。
19世紀に新たな繁栄の時代を迎えた。町には重要な地域の中心地として、新たな学校、劇場、美術館ができ、ラウリン＆クレメント社（現在のシュコダ・オート）の自動車工場が創業した。1948年の共産主義革命後、町は人口減少に悩まされたものの、1990年代以降は改善に転じ、チェコ有数の裕福な都市となった。

## 観光
- テンプル州立歴史博物館
- シュコダ博物館 - 自動車博物館
- ブラトルスカー・ルネサンス聖堂 - 一般公開されているギャラリー
- 地方博物館 - 歴史・文化・社会に関した歴史資料を展示する

## スポーツ
- FKムラダー・ボレスラフ　-　プロ・サッカー・クラブ。2006/2007UEFAチャンピオンズリーグに出場した強豪

## ゆかりの人々
- ヤン・ゼレズニー - やり投の陸上選手。バルセロナオリンピック、アトランタオリンピック、シドニーオリンピックの金メダリスト。
- パベル・ジェハーク - 元サッカー選手。1991年から1996年、1999年に日本でプレーし、東日本JR古河およびジェフユナイテッド市原、東芝サッカー部およびコンサドーレ札幌、横浜FCに所属した。

## 姉妹都市
- ディーブルク, ドイツ
- キングズ・リン, イギリス
- ペジノク, スロバキア
- ヴァンター, フィンランド